# Euplexaura maghrebensis
Euplexaura maghrebensis är en korallart som beskrevs av Stiasny 1936. Euplexaura maghrebensis ingår i släktet Euplexaura och familjen Plexauridae. Inga underarter finns listade i Catalogue of Life.